# لا ولا د کورو

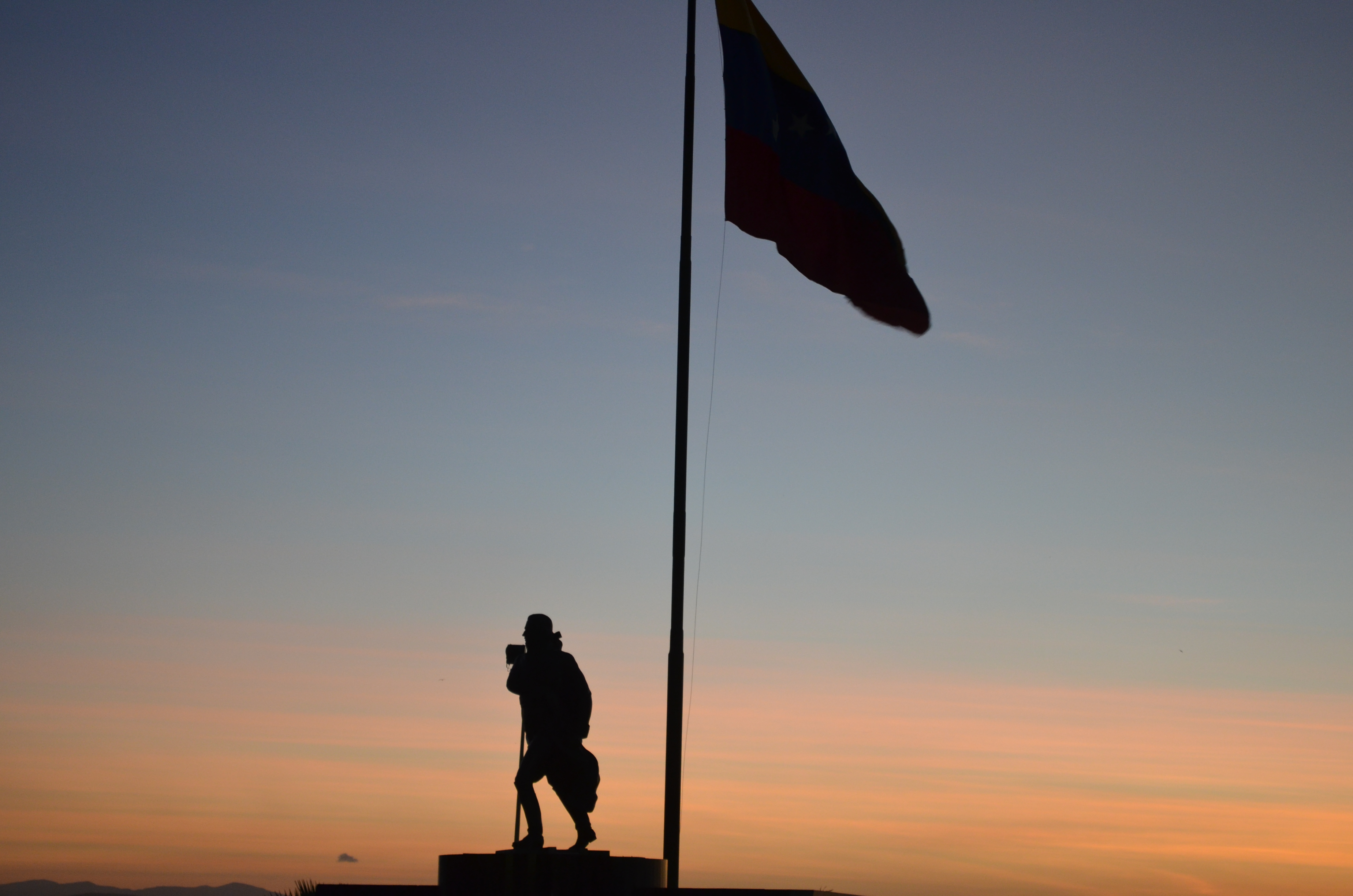
مجسمه فرانسیسکو د میراندا

لا ولا د کورو (انگلیسی: La Vela de Coro) بندر شهر سانتا آنا د کورو در ونزوئلا است. کورو و بندرش یک مجموعه شهری را تشکیل می‌دهند، هرچند کورو در شهرداری میراندا و لا ولا در شهرداری جداگانه‌ای به نام کولینا قرار دارد. این دو سکونتگاه دوقلو در قرن شانزدهم توسط اسپانیایی‌ها بنیان‌گذاری شدند.
مانند کورو، لا ولا نیز به دلیل معماری خاص خود شناخته می‌شود. در سال ۱۹۹۳، میراث جهانی برای حفاظت از مناطق تاریخی هر دو سکونتگاه تعیین شد. نزدیکی به هند غربی هلند باعث شده است که معماری محلی این منطقه، علاوه بر تأثیرات معماری استعماری هلندی، از میراث معماری استعماری اسپانیایی که ویژگی معمول ونزوئلاست نیز بهره‌مند باشد.

## تاریخچه
در دوران سلطنت کارل پنجم، کورو به نخستین استعمار آلمان در قاره آمریکا تبدیل شد. در سال ۱۵۲۸، کارل پنجم که به بانکداران آلمانی بدهکار بود، امتیازی به خانواده بانکی ولسر از آگسبورگ اعطا کرد تا منطقه‌ای که به عنوان استان ونزوئلا شناخته می‌شد را بهره‌برداری کنند. بارتولومئوس ششم ولسر در سال ۱۵۴۶ اعدام شد و این امتیاز لغو گردید.

### لا ولا و پرچم ونزوئلا
لا ولا نقشی مهم در تاریخ پرچم ونزوئلا ایفا کرد. نخستین نسخه از این پرچم سه‌رنگ در خاک ونزوئلا، در لا ولا و زمانی که فرانسیسکو د میراندا در اوت ۱۸۰۶ در آنجا پهلو گرفت، به اهتزاز درآمد. میراندا به دنبال استقلال از اسپانیا برای مستعمرات آمریکایی آن بود. او و نیروهایش به کورو پیشروی کرده و آنجا را تصرف کردند، اما حمایت مردم شهر را جلب نکردند. با داشتن تنها چند صد سرباز، میراندا مجبور شد زمانی که اسپانیایی‌ها نیروهای خود را برای مقابله با او بسیج کردند، عقب‌نشینی کند. میراندا به ترینیداد، که در آن زمان مستعمره بریتانیا بود، رفت و ناوچه سبک خود، «لیندر»، را برای تأمین بخشی از هزینه‌های این عملیات به مزایده گذاشت.